# Ballana arcuata
Ballana arcuata är en insektsart som beskrevs av Delong 1964. Ballana arcuata ingår i släktet Ballana och familjen dvärgstritar. Inga underarter finns listade i Catalogue of Life.